# Pierre Clède
Pour les articles homonymes, voir Clède.
Pierre Clède, né le 28 novembre 1942 à Pau, a été président du FC Pau entre 1975 et 1990.
Pierre Clède, expert-comptable de profession et footballeur amateur à l'Union jurançonnaise, a également été a président du FC Oloron et de l’US Morlaàs en rugby à XV.

## Biographie

### Président du FC Pau (1975-1991)
Pierre Clède est un sportif accompli dans sa jeunesse, pratiquant le football, le rugby, l'athlétisme et le cyclisme. Clède, expert-comptable et commissaire aux comptes, est PDG à Pau d'un cabinet de soixante salariés, avec des antennes à Oloron, Orthez, Lourdes.
A douze ans, Clède joue à la « socce » à l'Union jurançonnaise, un « patro » de la banlieue paloise. En cadet, il est champion départemental du 1000 mètres. En junior, numéro deux de l'académie en cross. Il évolue une saison au Cyclo Club béarnais, avant de revenir au football, après un crochet par Bordeaux et Sup de Co. Pierre Clède évolue à l'Union jurançonnaise jusqu'à l'âge de 32 ans au poste d'arrière central.
Comme Claude Bez, Clède reprend son club en septembre 1975 dans une situation sportive et comptable peu enviable. « Les Maynats » évoluent alors en Promotion de la Ligue du Sud-Ouest pour deux saisons en 1975-1976 et 1976-1977.
Clède est transféré de l'Union jurançonnaise, où il occupe le poste d'arrière central pour occuper la fonction de Joueur / Président et rejoindre son frère Albert. Il reste président pendant 16 saisons, de 1975 à 1991.
Le président Clède reste ambitieux et déclare viser l'accession en deuxième division en moins de cinq saisons. Arguant du fait que par le passé le public palois s'est mobilisé pour de belles rencontres et la nécessité de créer une locomotive pour le football dans une terre de rugby, Clède informe les présidents Fernand Sastre de la FFF et Leclerc de la Ligue du Sud-Ouest de ses intentions.
En 1980-198, Pierre Clède nomme au poste d'entraineur la légende montoise Jacques Foix, l'un des trois landais sélectionné en équipe de France de football avec Joël Bats et René Petit, est nommée au poste d’entraîneur, et le club termine néanmoins dans le ventre mou en championnat. C'est à cette époque que Foix lance dans le grand bain Bernard Laporte-Fray, Joel Lopez, Richard Allenda, pur produits du club béarnais. Joël Lopez deviendra professionnel sous les couleurs de Bordeaux, Mulhouse et Thonon les-Bains.
Lors de la saison 1981-1982, le président Clède confie à Paul Escudé la responsabilité de l'équipe première et lui-ci impose sa patte dès la reprise, avec « sérieux, discipline, rigueur »,.
Mais les problèmes financiers s'amoncellent, entraînant avec eux une baisse des résultats et de la fréquentation du stade de l'Ousse-des-Bois.
Lors de la saison 1984-1985, le club atteint de nouveau les 16e de finale de la Coupe de France.
Au milieu des années 1980, le président Pierre Clède milite pour la fusion des clubs historiques du football palois avec « Les Maynats » du FC Pau (Bleuets de Notre-Dame, FA Bourbaki & JAB de Pau), solution qui permettrait selon lui de répondre au manque de structures du football palois.
Toutefois, il se heurte à la résistance farouche des trois clubs à ce projet, que Clède accuse de lui rendre la tâche difficile. En effet, le club formant le plus de joueurs de football à fort potentiel est sans conteste toujours la JAB de Pau, club de Jean Larqué, père de Jean-Miche Larqué et fervent opposant à toute tentative de fusion. Des joueurs tels que Dominique Vésir, Jean-François Larios ou Joël Lopez furent formés à la JAB de Pau par Jean Larqué et profitèrent de ses réseaux dans le football français.
En désespoir de cause, le président Clède doit revoir sa copie et se résoudre à abandonner ce projet de fusion des ressources du football palois, et se décide à modeler le club phare du football béarnais après l'AJ Auxerre et le Stade lavallois, clubs issus de villes modestes ayant atteint le statut professionnel.
Les problèmes financiers du clubs ne sont jamais bien loin, et le maire André Labarrère doit de nouveau combler les déficits du club,.
Le club a grand besoin d'un nouveau souffle.

#### Reprise avortée du FC Pau en 1995
Le « Football-Club de Pau » est officiellement liquidé le 7 février 1995. Deux projets sont alors en concurrence pour la reprise: celui d'un ancien joueur en la personne de Bernard Laporte-Fray et celui de l'ancien président du FC Pau de 1975 à 1991: Pierre Clède,,.
C'est le projet Laporte-Fray qui est privilégié.

#### Reprise avorté du Pau FC en 2008
L'ancien président Pierre Clède propose de reprendre en mains les destinées du club, dans l'hypothèse où Bernard Laporte-Fray se retirerait et abandonnerait ses investissements financiers. Alors âgé de 65 ans, Clède échoue dans son projet de reprise, lui qui souhaite acquérir le Pau FC pour l’euro symbolique.

« Je ne voulais pas d’un rôle de président à la Lopez mais je désirais devenir patron du club. J’ai rencontré à deux reprises Bernard Laporte-Fray qui détient 67 % du capital de la SASP. La deuxième fois, il était accompagné de Jacques Le Coadou et Joël Lopez. Le problème, c’est qu’il souhaite récupérer l’argent qu’il a injecté. Or, pour moi, les actions Pau FC qu’ils avaient achetées valent aujourd’hui zéro euro et zéro centime. »

— Pierre Clède
La critique de l'ex président Clède porte sur le fait qu'il considère alors le Pau FC comme « un club municipalisé ». Le soutien de la ville est à cette époque primordial, mais Pierre Clède estime qu’il faut en diminuer l'importance. Pierre Clède se dit prêt à injecter entre 500.000 à un million d’euros dans le budget du club afin de monter en Ligue 2.

### Controverses
En 2001, Pierre Clède est condamné à de la prison avec sursis pour appels malveillants réitérés  à l’encontre du président du club Bernard Laporte-Fray et de son vice-président Joël Lopez.

« Si le club est devenu ce qu’il est, c’est grâce à moi. »

— Pierre Clède